# U-31 (2002)
U-31 (S181) – niemiecki okręt podwodny, jednostka prototypowa typu 212A, zwodowany 20 marca 2002 roku i przyjęty do służby w Deutsche Marine 19 października 2005 roku. Jednostka wyposażona jest w napęd zapewniany przez jeden generator Diesla MTU 16V 396 oraz przez silnik elektryczny Permasyn (3875 KM), który jest przenoszony na jeden pędnik w postaci śruby. Uzupełnienie układu napędowego stanowi zapewniające okrętowi możliwość operowania bez dostępu powietrza (AIP) 9 ogniw paliwowych PEM. Uzbrojenie tej jednostki stanowią 22 torpedy DM2A4 Seehecht, bądź zamiennie do 24 min. Według niektórych informacji okręt może przenosić wystrzeliwane spod wody pociski przeciwlotnicze IDAS, jednakże informacje te są wątpliwe, gdyż program R&D tego systemu nie został jeszcze prawdopodobnie do dziś ukończony.

## Konstrukcja i budowa
Projekt okrętu został ukończony w 1992 roku przez konsorcjum stoczni HDW i TNSW- ARGE 212 we współpracy z IKL. Jego konstrukcja stanowi rozwinięcie wyprodukowanych dla Izraela jednostek typu 800, z wykorzystaniem takiej samej niemagnetycznej stali o dużej wytrzymałości na rozciąganie. W na kiosk przeniesiono jednak stery zanurzenia, a zwiększenie manewrowości podwodnej osiągnięto dzięki zastosowaniu sterów rufowych w konfiguracji "X". U-31 był pierwsza jednostką w której zastosowano skierowaną do produkcji seryjnej technologię, jako dodatkowe źródło energii, ogniwa paliwowych. Po raz pierwszy też zastosowano w niej silniki elektryczny z magnesami trwałymi (permanent-magnet motor - PMM), do pływania z niewielką prędkością, który napędza blisko-bezszumową śrubę. U-31 zdolny jest do pływania w zanurzeniu z niewielką prędkością blisko 3 tygodnie, używając swoich ogniw paliwowych jako źródła energii. Zbudowany został z zastosowaniem częściowo dwukadłubowej struktury kadłuba o dużej średnicy w części dziobowej. Część ta jest połączona z częścią rufową za pomocą stożkowej sekcji, mieszczącej siłownię baterii paliwowych. Ciekły tlen oraz wodór przechowywane są w metalowych cylindrach umieszczonych dookoła obwodu tej niewielkiej sekcji kadłuba. Prędkość maksymalna okrętu z wykorzystaniem układu AIP bez użycia głównych baterii elektrycznych okrętu wynosi 8 węzłów.
Budowa U-31 została zatwierdzona 6 lipca 1994 roku, jednakże pierwsze cięcie stali zostało opóźnione do 1 lipca 1998 roku, z powodu modyfikacji  niezbędnych dla zapewnienia identyczności konstrukcji z budowanymi we Włoszech jednostkami tego samego typu dla włoskiej marynarki wojennej. Wprowadzone zmiany obejmowały zwiększenie dopuszczalnej głębokości zanurzenia oraz polepszenie warunków życiowych załogi. Ostatecznie okręt został zwodowany 20 marca 2002 roku, po czym 19 października 2005 roku został przyjęty do służby w niemieckiej marynarce wojennej, w której pełni służbę do dziś.